# Metropolia Lille
Metropolia Lille – metropolia Kościoła rzymskokatolickiego w północnej Francji. Powstała w czasie ostatniej reformy podziału administracyjnego Kościoła we Francji, w marcu 2008 roku. W jej skład wchodzą dwie archidiecezje i jedna diecezja. Od 2008 do 2023 godność metropolity sprawował abp Laurent Ulrich. 
Od 1 kwietnia 2023 godność metropolity sprawuje abp Laurent Le Boulc’h. Najważniejszą świątynią metropolii jest katedra w Lille. 
W skład metropolii wchodzą:
- archidiecezja Lille,
- diecezja Arras,
- archidiecezja Cambrai.